# Европско првенство у атлетици у дворани 1976 — 1.500 метара за жене
Такмичење у  трци на 1.500 метара у женској конкуренцији на 7. Европском првенству у атлетици у дворани 1976. одржано је 22. фебруара 1976. године у   године у Атлетском делу олимпијске хале у Минхену (Западна Немачка). 
Титулу европске првакиње освојену на Европском првенству у дворани 1975. у Ротердаму није  бранила Тонка Петрова из Бугарске.

## Земље учеснице
Учествовало је 9 атлетичарки из 7 земаља.
1. Белгија (1)
2. Бугарска (3)
3. Западна Немачка (1)
4. Пољска (1)
5. Румунија (1)
6. Совјетски Савез (2)
7. Швајцарскака (1)

## Рекорди
| Рекорди пре почетка Европског првенства у дворани 1976.     | Рекорди пре почетка Европског првенства у дворани 1976. | Рекорди пре почетка Европског првенства у дворани 1976. | Рекорди пре почетка Европског првенства у дворани 1976. | Рекорди пре почетка Европског првенства у дворани 1976. | Рекорди пре почетка Европског првенства у дворани 1976. |
| ----------------------------------------------------------- | ------------------------------------------------------- | ------------------------------------------------------- | ------------------------------------------------------- | ------------------------------------------------------- | ------------------------------------------------------- |
| Светски рекорд у дворани                                    | Франси Лареј                                            | САД                                                     | 4:09,8                                                  | Ричмонд, САД                                            | 3. март 1975.                                           |
| Европски рекорд у дворани                                   | Тонка Петрова                                           | Бугарска                                                | 4:10,91                                                 | Гетеборг, Шведска                                       | 10. март 1974.                                          |
| Рекорди европских првенстава у дворани                      | Тонка Петрова                                           | Бугарска                                                | 4:10,91                                                 | Гетеборг, Шведска                                       | 10. март 1974.                                          |
| Рекорди после завршеног Европског првенства у дворани 1975. |                                                         |                                                         |                                                         |                                                         |                                                         |
| Нових рекорда није било.                                    |                                                         |                                                         |                                                         |                                                         |                                                         |

## Резултати

### Финале
Резултати су мерени ручно.
| Пласман | Атлетичарка        | Земља           | Резултат | Белешка |
| ------- | ------------------ | --------------- | -------- | ------- |
|         | Бригите Краус      | Западна Немачка | 4:15,2{  |         |
|         | Наталија Андреи    | Румунија        | 4:15,6   |         |
|         | Росица Пехливанова | Бугарска        | 4:15,8   |         |
| 4.      | Сонја Кастелајн    | Белгија         | 4:21,8   |         |
| 5.      | Румјана Чавдарова  | Бугарска        | 4:18,4   |         |
| 6.      | Корнелија Бирки    | Швајцарска      | 4:22,0   | НР      |
| 7.      | Људмила Брагина    | Совјетски Савез | 4:23,9   |         |
| 8.      | Весела Јацинска    | Бугарска        | 4:24,1   |         |
| 9.      | Чеслава Сурдел     | Пољска          | 4:25,2   |         |

## Укупни биланс медаља у трци на 1.500 метара за жене после 7. Европског првенства у дворани 1971—1976
Диисциплина није била на програму 1. Европског првенства 1970.
|    | Земља                |   |   |   |    |
| -- | -------------------- | - | - | - | -- |
| 1. | Западна Немачка      | 2 | 0 | 1 | 2  |
| 2. | Совјетски Савез      | 1 | 2 | 2 | 5  |
| 3. | Бугарска             | 1 | 2 | 1 | 4  |
| 4. | Румунија             | 1 | 1 | 0 | 2  |
| 5. | Уједињено Краљевство | 1 | 0 | 0 | 1  |
| 6. | Источна Немачка      | 0 | 1 | 1 | 2  |
|    | Укупно {6}           | 6 | 6 | 6 | 18 |

|    | Атлетичарка        | Земља           |   |   |   |   |
| -- | ------------------ | --------------- | - | - | - | - |
| 1. | Тонка Петрова      | Бугарска        | 1 | 1 | 0 | 2 |
| 2. | Наталија Марашеску | Румунија        | 0 | 1 | 0 | 2 |
| 3. | Тамара Пангелова   | Совјетски Савез | 1 | 0 | 1 | 2 |
| 3. | Елен Велман        | Западна Немачка | 1 | 0 | 1 | 2 |
| 5. | Људмила Брагина    | Совјетски Савез | 0 | 2 | 0 | 2 |